# Kawasaki Ki-48
De Kawasaki Ki-48 Soukei (Japans: 九九式双発軽爆撃機, Shiki-souhatu-keibaku, Soukei, "legertype 99 tweemotorige lichte bommenwerper") is een tweemotorige bommenwerper die door het Japans Keizerlijk Leger in de Tweede Wereldoorlog werd gebruikt. De geallieerde codenaam was Lily.

## Ontwerp en ontwikkeling
Aan het begin van de Tweede Chinees-Japanse Oorlog kwam het Japanse leger in Mantsjoekwo voor het eerst in aanraking met de Russische Tupolev SB-2-bommenwerper. De Tupolev was bijna even snel als de nieuwe Nakajima Ki-27 en was superieur aan elke lichte bommenwerper in de Luchtmacht van het Japans Keizerlijk Leger. De legerstaf was zo onder de indruk van het Russische toestel dat deze aan de luchtvaartafdeling toestemming vroeg een soortgelijk toestel te mogen ontwikkelen in Japan. Kawasaki kreeg samen met Mitsubishi in december 1937 de opdracht een tweemotorige bommenwerper te ontwikkelen met een maximumsnelheid van 480 km/u en een kruissnelheid van 350 km/u, een klimsnelheid naar 5.000 meter in tien minuten, een boordgeschut met drie à vier 7,7mm-machinegeweren, twee Nakajima Ha-25-motoren en het vermogen te opereren in de extreem koude Siberische winters.
Bij Mitsubishi werd begonnen met de Ki-47, gebaseerd op het verkenningsvliegtuig Ki-46, onder leiding van Komi Kubo. Door de al grote werkdruk stapte Mitsubishi uit het project voor het ontwerp van de Ki-47 voltooid was.
Kawasaki begon met ontwerpen van de Ki-48 in januari 1938 met Takeo Doi als hoofdingenieur. De ervaringen opgedaan bij de bouw van de Ki-45 hielpen bij het ontwerp om kinderziekten te voorkomen. Voltooiing van het eerste prototype, de Ki-4801, liet echter tot juli 1939 op zich wachten doordat problemen bij de Ki-45 constant de aandacht van Takeo Doi vereisten. Het uiteindelijke ontwerp was een vliegtuig met een uitkragende vleugel, zodat een intern bommenruim mogelijk was met een lading bestaande uit 24 15kg-bommen of zes 50kg-bommen. De vierkoppige bemanning bestond uit een piloot, een radio-operator, een navigator en een bommenrichter, waarbij de laatste drie ook dienst deden als schutters.
Gedurende proefvluchten op de luchthaven van Tachikawa werd duidelijk dat de Ki-37 aan alle voorwaarden voldeed en werd het toestel geprezen door testpiloten om zijn manoeuvreerbaarheid. De Ki-45 had echter last van ernstige trillingen in het staartvlak, waarna vijf preproductietoestellen werden gebruikt voor het testen van verschillende oplossingen voor dit probleem. Uiteindelijk werden de trillingen opgelost door de romp rondom de staart te versterken en het staartvlak 40 cm hoger te maken. Eind 1939 werd gestart met de serieproductie van de Ki-48-I Kou.

## Operationeel gebruik
De eerste Ki-48's waren gereed in juli 1940, waarna de vliegersopleiding voor lichte bommenwerpers in Hokota begon met opleidingen voor het nieuwe vliegtuig. Zodra voldoende toestellen beschikbaar waren, werden bij de 45ste Sentai de Kawasaki Ki-32's vervangen door de nieuwe bommenwerpers. In de herfst van 1940 werd deze Sentai overgeplaatst naar Noord-China, waar ze voor het eerst ingezet werden. De toestellen deden het voorbeeldig en werden door de bemanning geprezen om hun snelheid. Naast het uitvoeren van bombardementen, werd de Ki-48 ook gebruikt voor strategische operaties ter voorbereiding van gevechten tegen de Amerikanen en Britten. De opgedane ervaringen leidden tot verbeteringen in de posities van het boordgeschut en de apparatuur, wat terug zou komen in de Ki-45-I otsu.
Toen de oorlog begonnen was, was de Ki-48 de belangrijkste bommenwerper van het leger buiten China en werd hij gebruikt in de strijd in Malaya, Burma, de Slag om de Filipijnen en Nederlands-Indië. Snelheid was het belangrijkste wapen van de Ki-48, maar tegen de modernere gevechtsvliegtuigen van de geallieerden was het toestel niet opgewassen, omdat de maximumsnelheid van 480 km/u niet meer hoog genoeg om onderschepping te voorkomen. Ook bleek dat het defensieve boordgeschut tekortschoot en de bommenlading te laag was. Verder leidde het gebrek aan bescherming voor de bemanning en brandstoftanks bij de kou tot zware verliezen. Om de verliezen binnen de perken te houden, werden de Ki-45's waar mogelijk alleen nog maar voor nachtelijke missies ingezet. Ook op de grond was de bommenwerper een makkelijk doel, en grote hoeveelheden werden in Nieuw-Guinea door de geallieerden verwoest.
Toen de Pacifische Oorlog uitbrak, was al begonnen met het ontwerpen van een verbeterde variant, de Ki-48-II. Drie prototypen aangedreven door twee Nakajima Ha-115-motoren werden in februari 1942 voltooid. Deze toestellen hadden een betere bepantsering voor de bemanning en de brandstoftanks. Twee maanden na de eerste vlucht van het prototype werd begonnen met serieproductie van de Ki-48-II kou. Ondanks de hogere snelheid van 505 km/u, was de Ki-45-II echter nog steeds niet snel genoeg om geallieerde jachtvliegtuigen te ontlopen en was het toestel een gemakkelijke prooi. Ook de bomlading van 800 kg bleef ver achter vergelijkbare geallieerde toestellen zoals de B-25 Mitchell en B-24 Liberator. Pogingen om het defensieve boordgeschut te verbeteren kwamen niet verder dan de installatie van een 12,7mm-Type 1-machinegeweer in de dorsale positie en een extra 7,7 mm in de cockpit, die gevuurd kon worden door de cockpitramen. Ondanks de verbeteringen was de Ki-48-II al verouderd voor hij in dienst trad en in oktober 1944 werd de productie gestaakt.
De Ki-48 was rond deze tijd alleen nog actief in de Filipijnen en op Okinawa. Het leeuwendeel van de overgebleven vliegtuigen werd gebruikt bij tai-atari-kamikaze-aanvallen. Sommige van deze toestellen werden hiervoor speciaal aangepast; ze werden Ki-45-II KAI's genoemd. De bemanning werd gehalveerd tot twee man, alle onnodige apparatuur werd verwijderd en het vliegtuig werd van alle bewapening ontdaan, met uitzondering van één 800kg-bom die tot ontploffing werd gebracht door middel van een voor het vliegtuig uitstekende metalen staaf.

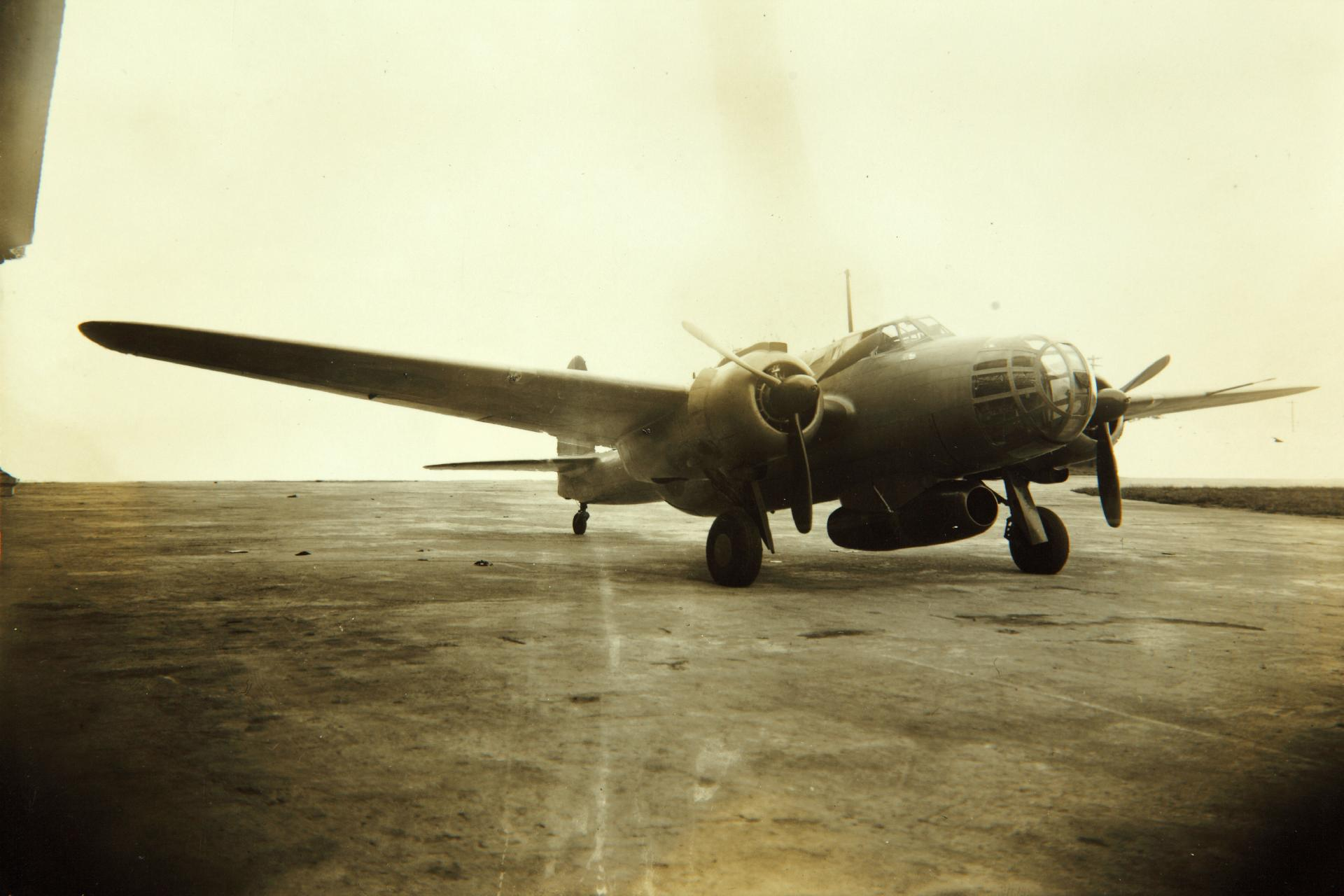
Ki-48-II met experimentele Ne-0-turbojet

In 1944 werden vier Ki-48-II otsu's aangepast voor het testen van de Kawasaki Ki-148-lucht-grondraket. Een andere Ki-48-II otsu werd omgebouwd voor het testen van de experimentele Ne-0-turbojet. Hierbij werden de bommenluiken verwijderd en werd de turbojet onder het toestel gehangen.
Na de oorlog kwamen verschillende toestellen in handen van de Chinese nationalisten en de communisten. De nationalisten overschilderden de toestellen wel met hun roundel, maar ze hebben niet gevlogen met de Ki-48. De communisten daarentegen gebruikten de Ki-48's die ze in handen hadden gekregen wel en met de hulp van overgelopen piloten en grondpersoneel werd de 99 soukei al snel de standaardbommenwerper van het Volksbevrijdingsleger in de Chinese Burgeroorlog.

## Varianten
Ki-48
Vier prototypen met Nakajima Ha-25-motoren en vijf preproductievliegtuigen met aangepaste kielvlakken.
Ki-48-I kou
Eerste productieserie.
Ki-48-I otsu
Ki-48-I ko met verbeteringen in de locatie van de bewapening.
Ki-48-II
Drie prototypen met Nakajima Ha-115-motoren, een langere romp en bepantsering voor de brandstoftanks en bemanning. Bommenlast verhoogd tot 500 kg.
Ki-48-II kou
Productieversie van de Ki-48-II met versterkte romp.
Ki-48-II otsu
Variant met vergrote bomlading van 800 kg. Sommige toestellen werden uitgerust met remkleppen, maar deze werden vaak door de bemanning verwijderd om op het gewicht te besparen. Latere productiemodellen waren uitgerust met speciale afgesloten nacellen voor gebruik in de winter.
Ki-48-II hei
Variant met verbeterd boordgeschut.
Ki-48-II tei
Geproduceerd vanaf eind 1943. Deze verbeterde Ki-48-II otsu heeft verbeterde apparatuur en een doorlopend raam tussen de cockpit en de dorsale schutter.
Ki-48-II bo
Begin 1944, licht verbeterde Ki-48-II tei
Ki-48-II KAI
Benaming werd gebruikt voor verschillende experimentele toestellen.
- Onbewapende kamikazevariant waarbij in de neus een lange staaf was bevestigd die bij aanraking een 800 kg zware bom tot ontploffing bracht.
- Moederschip voor de experimentele Ki-148-lucht-grondraket.
- Testvliegtuig voor de Ne-0-turbojet.

Ki-81
Voorgelegde versie met drie 7,7mm-machinegeweren en twee 12,7mm-machinegeweren en zwaardere bepantsering. Niet gebouwd, omdat het toestel te zwaar en te log werd geacht.
Ki-174
Voorgelegde verbetering van de Ki-48-II KAI.
Totale productie:
Fabriek in Gifu:
- 4 Ki-48-prototypen (1939)
- 5 Ki-48-preproductievliegtuigen (1940)
- 557 Ki-48-I ko- en otsu-varianten (juli 1940 - juni 1942)
- 3 Ki-48-II-prototypen (feb 1942)
- 1408 Ki-48-II ko-, otsu- en hei-varianten (april 1942 - oktober 1944)
- een onbekende hoeveelheid Ki-48 tei- en bo-varianten.[10]

1977 totaal

## Bewaard gebleven vliegtuigen

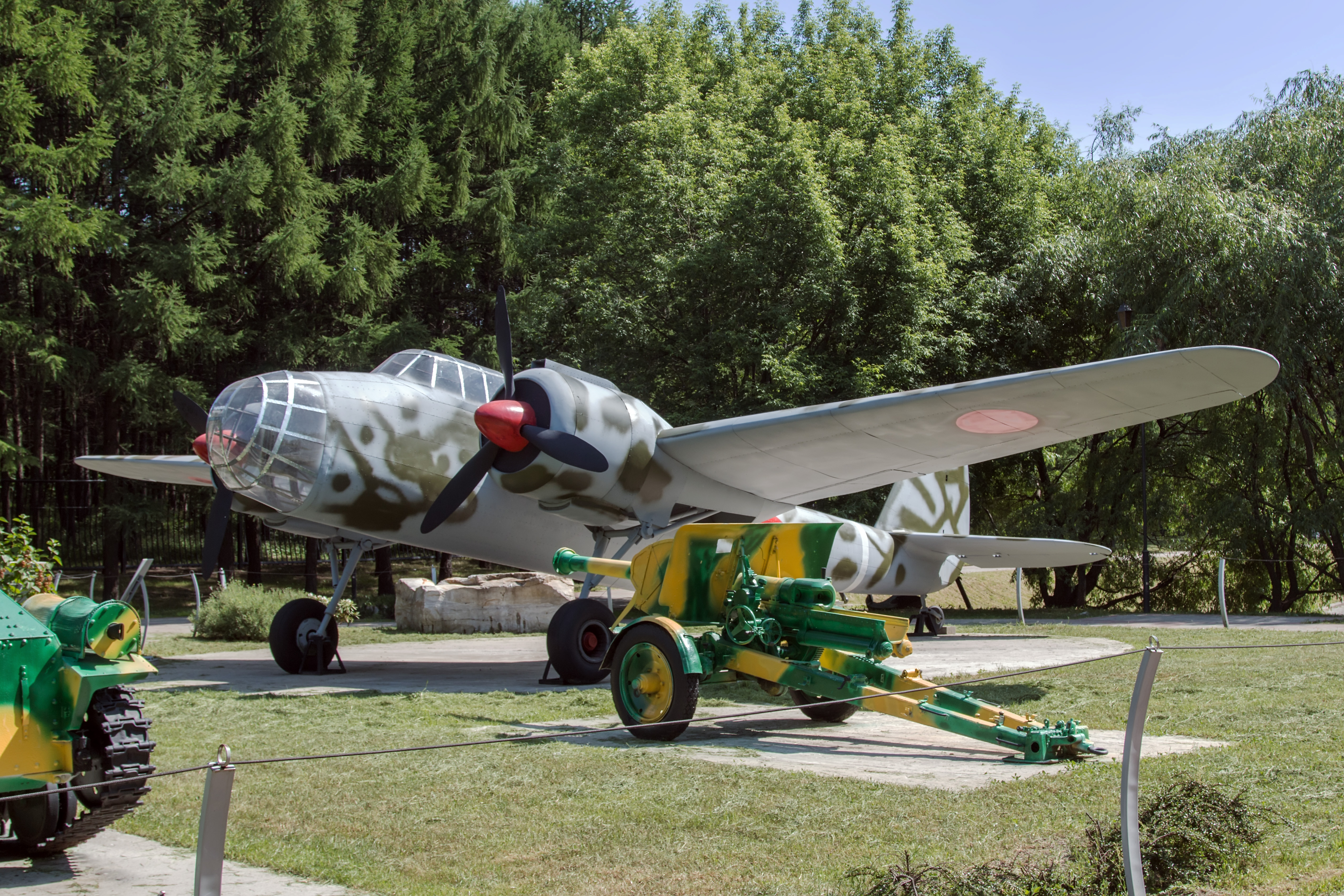
Gerestaureerde Ki-48 in het Victory Park.

- In Moskou staat een herbouwde Ki-48 op de Poklonnajaheuvel.[14]
- In Beijing staat een herbouwde Ki-48-II otsu in het Chinees Luchtvaartmuseum. Gedeeltelijke replica. Heeft speciale afgesloten nacellen voor koud weer.[15]
- Een Ki-48-II is in opslag bij het Indonesisch Luchtmachtmuseum in Yogyakarta.[16]

## Fotogalerij

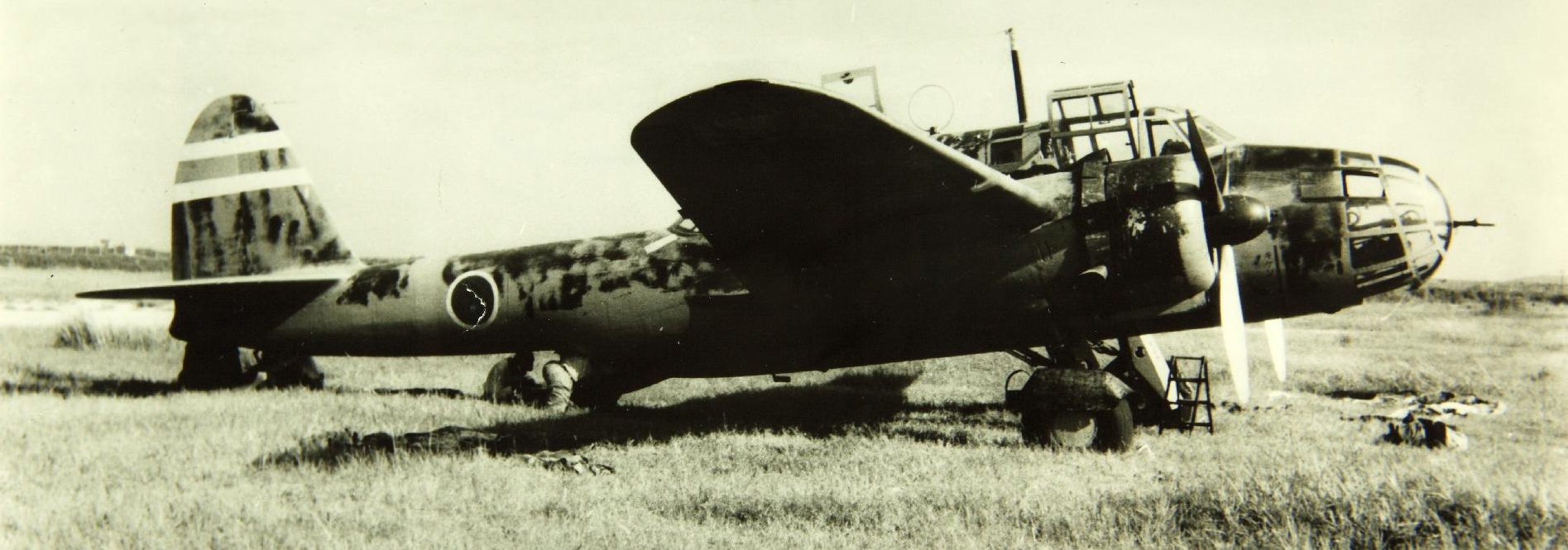
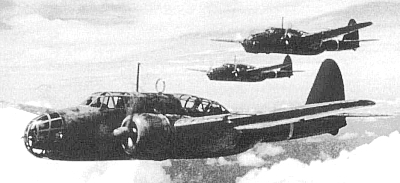
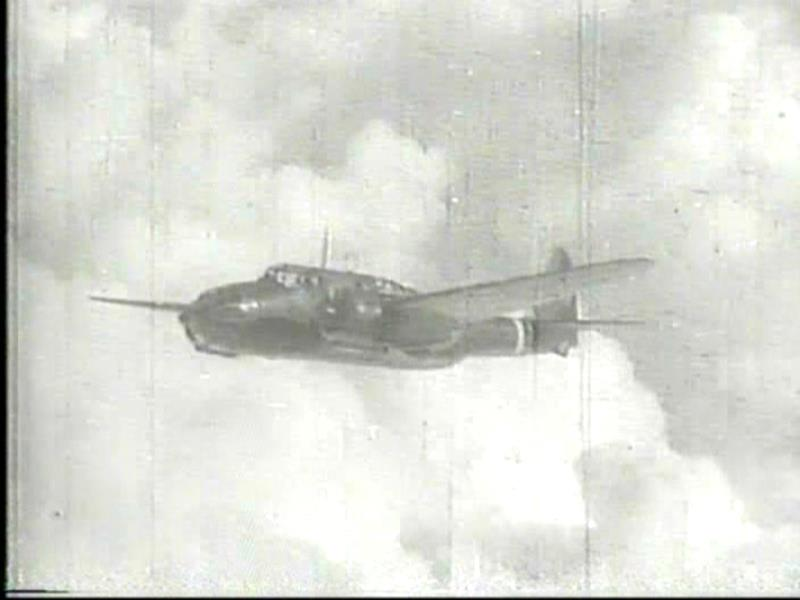